# Julija Sršen
Julija Sršen (ur. 17 czerwca 1997) – słoweńska skoczkini narciarska, reprezentantka SK Zagorje.
Na międzynarodowej arenie zadebiutowała 22 stycznia 2011 w Ljubnie podczas zawodów Pucharu Kontynentalnego, oddając skoki na odległość odpowiednio 67,0 m i 72,5 m na skoczni średniej.
19 lutego 2013 zajęła czternaste miejsce na europejskim festiwalu młodzieży w konkurencji indywidualnej, po skokach na 64,5 i 66,0 metry. Trzy dni później wystartowała w konkursie drużyn mieszanych, tym razem wraz z Anją Javoršek, Cene Prevcem i Anže Laniškiem i zdobyła srebrny medal.

## Europejski festiwal młodzieży
| Miejsce | Dzień     | Rok  | Miejscowość | Skocznia                    | Punkt K | HS    | Konkurs  | Skok 1 | Skok 2 | Nota                  | Strata   | Zwycięzca      |
| ------- | --------- | ---- | ----------- | --------------------------- | ------- | ----- | -------- | ------ | ------ | --------------------- | -------- | -------------- |
| 14.     | 19 lutego | 2013 | Râșnov      | Trambulina Valea Cărbunării | K-64    | HS-72 | indywid. | 64,5 m | 66,0 m | 196,0 pkt             | 29,0 pkt | Anna Rupprecht |
| 2.      | 22 lutego | 2013 | Râșnov      | Trambulina Valea Cărbunării | K-64    | HS-72 | druż.    | 65,5 m | 60,5 m | 812,7 pkt (182,7 pkt) | 27,8 pkt | Niemcy         |

## Mistrzostwa świata juniorów
| Miejsce | Dzień    | Rok  | Miejscowość | Skocznia      | Punkt K | HS     | Konkurs  | Skok 1 | Skok 2 | Nota                  | Strata    | Zwycięzca       |
| ------- | -------- | ---- | ----------- | ------------- | ------- | ------ | -------- | ------ | ------ | --------------------- | --------- | --------------- |
| 27.     | 5 lutego | 2015 | Ałmaty      | Gornyj Gigant | K-95    | HS-106 | indywid. | 79,5 m | 82,5 m | 158,2 pkt             | 69,3 pkt  | Sofja Tichonowa |
| 5.      | 7 lutego | 2015 | Ałmaty      | Gornyj Gigant | K-95    | HS-106 | druż.    | 86,0 m | 84,5 m | 631,8 pkt (166,9 pkt) | 137,3 pkt | Niemcy          |

## Puchar Świata

### Miejsca w poszczególnych konkursachPucharu Świata
| Sezon 2014/2015                                                                                      |         |         |     |            |            |            |            |        |        |        |        |      |        |
| Lillehammer                                                                                          | Sapporo | Sapporo | Zaō | Oberstdorf | Oberstdorf | Hinzenbach | Hinzenbach | Râșnov | Râșnov | Ljubno | Ljubno | Oslo | punkty |
| - | -       | -       | -   | -          | -          | -          | -          | -      | -      | 39     | 35     | -    | 0      |
| Legenda                                                                                              |         |         |     |            |            |            |            |        |        |        |        |      |        |
| 1 2 3 4-10 11-30 poniżej 30 q – zawodniczka nie zakwalifikowała się - – zawodniczka nie wystartowała |         |         |     |            |            |            |            |        |        |        |        |      |        |

## Puchar Kontynentalny

### Miejsca w klasyfikacji generalnej
| Sezon     | Miejsce |
| --------- | ------- |
| 2010/2011 | 48.     |

### Miejsca w poszczególnych konkursachPucharu Kontynentalnego
| Sezon 2010/2011                                              |           |           |           |          |          |          |              |              |           |           |        |        |            |            |          |          |        |        |     |        |
| Rovaniemi                                                    | Rovaniemi | Vikersund | Vikersund | Notodden | Notodden | Schonach | Hinterzarten | Hinterzarten | Braunlage | Braunlage | Ljubno | Ljubno | Brotterode | Brotterode | Zakopane | Zakopane | Ramsau | Ramsau | Zaō | punkty |
| -                                                            | -         | -         | -         | -        | -        | -        | -            | -            | -         | -         | 19     | 18     | -          | -          | -        | -        | 21     | 24     | -   | 42     |
| Legenda                                                      |           |           |           |          |          |          |              |              |           |           |        |        |            |            |          |          |        |        |     |        |
| 1 2 3 4-10 11-30 poniżej 30 - – zawodniczka nie wystartowała |           |           |           |          |          |          |              |              |           |           |        |        |            |            |          |          |        |        |     |        |

## FIS Cup

### Miejsca w klasyfikacji generalnej
| Sezon     | Miejsce |
| --------- | ------- |
| 2014/2015 | 67.     |

### Miejsca w poszczególnych konkursachFIS Cup
| Sezon 2014/2015                                              |         |              |              |          |          |        |        |              |              |        |
| Villach                                                      | Villach | Hinterzarten | Hinterzarten | Frenštát | Frenštát | Râșnov | Râșnov | Hinterzarten | Hinterzarten | punkty |
| 36                                                           | 25      | -            | -            | -        | -        | -      | -      | -            | -            | 6      |
| Legenda                                                      |         |              |              |          |          |        |        |              |              |        |
| 1 2 3 4-10 11-30 poniżej 30 - − zawodniczka nie wystartowała |         |              |              |          |          |        |        |              |              |        |